# Liste der Bischöfe von Portsmouth der Church of England
Die Liste der Bischöfe von Portsmouth stellt die bischöflichen Titelträger der Church of England der Diözese von Portsmouth in der Province of Canterbury dar.
| Liste der Bischöfe von Portsmouth | Liste der Bischöfe von Portsmouth | Liste der Bischöfe von Portsmouth     | Liste der Bischöfe von Portsmouth |
| --------------------------------- | --------------------------------- | ------------------------------------- | --- |
| Von                               | Bis                               | Name                                  | Anmerkungen |
| 1927                              | 1936                              | Neville Lovett                        | Nominiert am 7. Juni und geweiht am 25. Juli 1927; berufen nach Salisbury am 23. April 1936. |
| 1936                              | 1941                              | Frank Partridge                       | Nominiert am 12. Mai und geweiht am 24. Juni 1936; gestorben am 1. Oktober 1941. |
| 1942                              | 1949                              | William Anderson                      | Berufen aus Croydon; nominiert am 12. Februar und bestätigt am 19. März 1942; berufen nach Salisbury am 14. Juni 1949.                                                                              |
| 1949                              | 1959                              | Launcelot Fleming                     | Nominiert am 13. September und geweiht am 18. Oktober 1949; berufen nach Norwich am 18. Dezember 1959.                                                                                              |
| 1960                              | 1975                              | John Phillips                         | Nominiert am 29. Januar und geweiht am 25. März 1960; im Ruhestand seit 31. Juli 1975; gestorben am 1. November 1985.                                                                               |
| 1975                              | 1984                              | Ronald Gordon                         | Nominiert am 5. August und geweiht am 23. September 1975; im Ruhestand seit 31. Mai 1984; später Bischof von Lambeth (1984–1991) und Bishop to the Forces (1985–1990); gestorben am 8. August 2015. |
| 1984                              | 1995                              | Timothy Bavin                         | Berufen aus Johannesburg; nominiert am 2. November 1984 und bestätigt am 7. Januar 1985; im Ruhestand seit 1995.                                                                                    |
| 1995                              | 2009                              | Kenneth Stevenson                     | Nominiert und geweiht 1995; im Ruhestand seit September 2009. |
| 2009                              | 2010                              | Ian Brackley, Bischof von Dorking     | Acting Bishop |
| 2010                              | 2021                              | Christopher Foster                    | Berufen aus Hertford; nominiert am 9. Februar, eingesetzt am 18. September 2010. Im Ruhestand seit 28. April 2021.                                                                                  |
| 2021                              | 2022                              | Rob Wickham, Area Bishop von Edmonton | Acting Bishop |
| 2022                              | heute                             | Jonathan Frost                        | Nominiert am 2. Dezember 2021; bestätigt am 18. Januar 2022. |
| Quelle(n):                        |                                   |                                       | |